# Дзагуров, Сослан Григорьевич
Сослан Григорьевич Дзагуров (1925—1985) — советский учёный и педагог, микробиолог, доктор медицинских наук, профессор, член-корреспондент АМН СССР (1978).  Директор ГНИИ стандартизации и контроля медицинских биологических препаратов имени Л. А. Тарасевича (1967—1984).

## Биография
Родился 14 августа 1925 года во Владикавказе. 
С 1943 по 1948 год обучался в Северо-Осетинском государственном медицинском институте. С 1948 по 1950 год на клинической и научной работе в Северо-Осетинском институте эпидемиологии и микробиологии в должности научного сотрудника. 
С 1950 по 1953 год обучался в аспирантуре Северо-Осетинского государственного медицинского института. С 1953 по 1955 год на научной работе в Институте вирусологии АМН СССР в должности младшего научного сотрудника. С 1955 по 1967 год на научно-исследовательской работе в Институте полиомиелита и вирусных энцефалитов АМН СССР в должностях научного сотрудника, заведующего — лаборатории контроля вакцин и  отдела биологического контроля, с 1960 по 1967 год — заместитель директора этого НИИ по науке и производству. С 1967 по 1984 год — директор ГНИИ стандартизации и контроля медицинских биологических препаратов имени Л. А. Тарасевича.

### Научно-педагогическая деятельность
Основная научно-педагогическая деятельность С. Г. Дзагурова была связана с вопросами в области микробиологии  С. Г. Дзагуров являлся — председателем Всесоюзной проблемной комиссии АМН СССР «Стандартизация медицинских биологических препаратов для специфической диагностики и профилактики инфекционных болезней», заместителем председателя Всесоюзного научного общества эпидемиологов, микробиологов и паразитологов, также членом Президиума Учёного совета и членом Комитета вакцин и сывороток Министерства здравоохранения СССР, а так же — экспертом комитета по биологической стандартизации Всемирной организации здравоохранения  (англ. World Health Organization, WHO).
В 1964 году защитил докторскую диссертацию по теме: «Культуральные методы контроля вакцин для специфической профилактики полиомиелита». В 1978 году он был избран член-корреспондентом АМН СССР. Под руководством С. Г. Дзагурова было написано около ста пятидесяти пяти научных работ, в том числе монографий, при его участии и под его руководством было подготовлено 12 докторских и кандидатских диссертации.
Скончался 11 мая 1985 года в Москве.

## Награды
- Орден «Знак Почёта»